# Ierapetra
Ierapetra (grško Ιεράπετρα, latinizirano: lit. 'sveti kamen'; starodavno ime: [Ἱεράπυτνα] Napaka: {{Jezik}}: neveljaven parameter: |3= (pomoč)) je grško mesto in občina na jugovzhodni obali Krete.

## Zgodovina
Mesto Ierapetra (v lokalnem narečju: Γεράπετρο 'Gerapetro') je na jugovzhodni obali Krete, na plaži zaliva Ierapetra. To mesto leži južno od Agios Nikolaosa in jugozahodno od Sitie in je pomembno regionalno središče. S 17.710 prebivalci (leta 2021) je Ierapetra najbolj naseljeno mesto v regionalni enoti Lasiti in četrto najbolj naseljeno mesto na Kreti. Ierapetra ima vzdevek »nevesta Libijskega morja«, ker je edino mesto na južni obali Krete.

### Antika
Ierapetra je obdržala vidno mesto v zgodovini Krete od minojskega obdobja. Grško in pozneje rimsko mesto Hierapitna je bilo na istem mestu kot današnja Ierapetra.
V klasični dobi je Hierapitna postala najpomembnejše dorsko mesto na vzhodni Kreti in je bila v nenehnem rivalstvu s Praisosom, zadnjim minojskim mestom na otoku.
V 3. stoletju pr. n. št. je bila Hierapitna razvpita po piratstvu in je sodelovala v kretski vojni z drugimi kretskimi mesti ter se postavila na stran Filipa V. Makedonskega proti Knososu in Rodosu.
Mesto Gortin je preseglo pomen Hierapitne kot neodvisne države, ko so Hierapitno osvojili Rimljani leta 67 pr. n. št. (zadnje svobodno mesto na Kreti). Rimska osvojitev Hierapitne je sovpadla z osvojitvijo Knososa, Kidonije in Latosa. Danes so v plitvem zalivu vidni ostanki rimskega pristanišča.

### Srednjeveška doba
Leta 824 n. št. so arabski zavojevalci uničili mesto in ga ponovno zgradili kot oporišče za pirate.
Od 13. do 17. stoletja je Ierapetra, danes znana pod tem imenom, postala uspešna pod vplivom Benetk. Trdnjava Kales, ki je bila zgrajena v zgodnjih letih beneške vladavine in jo je okrepil Francesco Morosini leta 1626 za zaščito pristanišča, je ostanek tega obdobja. Lokalni mit pa pravi, da je genovski pirat Pescatore zgradil trdnjavo leta 1212. Julija 1798 je Ierapetra naredila majhen korak v svetovno zgodovino; Napoleon je ostal pri lokalni družini po bitki pri piramidah v Egiptu. Hiša, v kateri je živel, še vedno obstaja.

### Moderna doba
V osmanskem obdobju je bila v Ierapetri zgrajena mošeja.
Najdbe iz preteklosti Ierapetre je mogoče najti v lokalnem muzeju starin, nekdanji šoli za muslimanske otroke. Osrednji del razstave je dobro ohranjen kip Perzefone.
Današnjo Ierapetro sestavljata dve različni območji, Kato Mera in Pano Mera. Kato Mera je del starega mesta, ki je na jugozahodnem rtu. Zanj je značilna srednjeveška ulična razporeditev z ozkimi uličicami, slepimi ulicami in hiškami, ki ustvarjajo vaško vzdušje. V tej soseski je mogoče najti nekdanjo mošejo in 'Napoleonovo hišo', pa tudi metropolitansko cerkev Aghios Georgios, zgrajeno v središču mesta leta 1856. Aghios Georgios velja za eno najbolj inovativnih cerkva na Kreti. Strop cerkve vsebuje veliko 'slepih' kupol. Te kupole in osrednja kupola so zgrajene predvsem iz cedrovine. 
Pano Mera je veliko večji del novega mesta, ki vsebuje širše ulice in tri- do štirinadstropne hiše. Pano Mera se še vedno širi proti zahodu, severu in vzhodu.
Glavna nakupovalna ulica Ierapetre je Koundouriotou. V osrednjem delu Pano Mera so mestna hiša, muzej, kino in bolnišnica. Na zahodu je južni rt, ki vsebuje trdnjavo, pristanišče za ribiške čolne, in območje 'Navmahia', kjer so med rimsko okupacijo potekali morski boji med sužnji za zabavo državljanov. Vzhodneje je kratka plaža z bari in restavracijami, ki ji sledi pomol za trajekte do Chrissi. V nadaljevanju je glavni bulvar, kjer so hoteli, bari, restavracije in trgovine s spominki. Na njenem koncu poteka sprehajališče vzporedno z dolgo plažo v zalivu Ierapetra.
Lokalna vlada je načrtovala razvoj novega mednarodnega pristanišča. Temu načrtu nasprotujejo nekateri državljani, ki menijo, da bo uničil lokalno okolje in pokrajino. Podpira jih Ecocrete.gt, lokalna okoljska tribuna.

## Demografija
Občina Ierapetra je bila ustanovljena v okviru reforme lokalne uprave leta 2011 z združitvijo dveh nekdanjih občin Makry Gialos in Ierapetra, ki sta postali občinski enoti. Nova občina Ierapetra ima površino 470,15 km².
Občinska enota Ierapetra ima površino 394.774 km². Občinska enota ima 23.708 prebivalcev (2011) in je sestavljena iz mesta Ierapetra (16.139 prebivalcev leta 2011), več vasi in otoka Chrissi.

## Ierapetra kot provinca
Provinca Ierapetra (grško Επαρχία Ιεράπετρας) je bila ena od provinc Lasitija. Njeno ozemlje je delno ustrezalo ozemlju sedanje občine Ierapetra. Leta 2006 je bila ukinjena.

## Gospodarstvo
Glavni gospodarski dejavnosti območja sta kmetijstvo pozimi in turizem poleti. Kmetijsko proizvodnjo na tem območju lahko razdelimo na dva glavna dela. Medtem ko se oljčno olje prideluje po vsej občini najkasneje od minojskih časov, so v zadnjih tridesetih letih izvozili tudi velike količine sadja in zelenjave. Te gojijo v plastičnih rastlinjakih, ki se razprostirajo na 15 kvadratnih kilometrih površine med mestoma Ierapetra in Neos Myrtos. Obstajajo tudi v Psari Foradi v zahodnem delu, pa tudi v manjši meri med mestom in Goudourasom v vzhodnem delu občine. Rastlinjake je predstavil Nizozemec Paul Kuypers. Prebivalci Ierapetre so bili zaradi izvoza rastlinjakov v povprečju med najbogatejšimi na Kreti.

## Podnebje
Ierapetra ima vroče poletno sredozemsko podnebje (Köppen: Csa) z vročimi, suhimi poletji in blagimi, deževnimi zimami. Povprečna letna temperatura Ierapetre v obdobju 1956-2010 je bila 19,9 °C. Ierapetra ima več kot 3100 sončnih ur na leto in je poleg Rodosa najbolj sončno območje Grčije.

## Hrisi
Hrisi (Zlati) ali Gaidhouronisi (Oselski otok) je nenaseljen otok kakih 12 kilometrov od obale mesta Ierapetra. Dolg je 5 km in povprečno široka en kilometer. V povprečju je otok 10 metrov nad morsko gladino. Kefala, najvišja točka otoka, je 31 metrov nad morsko gladino. Otok je znan po belih plažah, peščenih sipinah ter gozdu borovcev in brinov. Na zahodnem delu otoka je nekaj ostankov pretekle poselitve: nekaj minojskih ruševin in bizantinska kapela iz 13. stoletja, posvečena Agiosu Nikolaosu (svetemu Nikolaju). Glavni viri bogastva so bili ribolov, izvoz soli in izvoz porfire (tirski škrlat), škrlatne barve, narejene iz školjk. Po propadu Bizantinskega cesarstva je bil otok zapuščen, čeprav so ga kasneje uporabljali kot skrivališče.
Danes je otok zaščiten kot »območje intenzivne naravne lepote«. Otok privablja veliko turistov, zlasti poleti. Ker je kampiranje na otoku prepovedano, so možni samo enodnevni izleti. Trajekti zapustijo pomol v Ierapetri vsak dan ob 10.00 in se vračajo ob 17. uri. Obiskovalci se ne smejo prosto sprehajati po otoku, temveč le po določenih poteh in nekaterih plažah blizu vzhodne konice otoka. Ob trajektnem pristanišču je majhna gostilna. Skalnat otoček Mikronisi (majhen otok) leži 700 metrov vzhodno od Hrisija.

## Ierapetra v popularni kulturi
- V filmu iz leta 1964 Grk Zorba je bil slavni prizor, v katerem Anthony Quinn pleše sirtaki na plaži, posnet na plaži Ierapetra
- V filmu iz leta 1994 Legends of the Fall Tristan Ludlow (Brad Pitt po vrnitvi z dolgega potovanja podari prstan iz Ierapetre svoji bodoči ženi Isabelle II
- R. Graves omenja Ierapetro v dveh svojih knjigah: Kralj Jezus in Herkul, moj sopotnik.
- Luis Sepúlveda omenja Ierapetro v uvodu svoje knjige Mundo del fin del mundo (Svet na koncu sveta).

## Galerija
- Bronasti kip mladega dečka, najden v Ierapetri (1. stoletje pr. n. št.) v Arheološkem muzeju v Iraklionu
- Napoleonova rezidenca
- Promenada
- Cerkev Agia Fotini